# 金剛 (怪獸)
金剛是電影中的虛構怪獸，一種巨大的猩猩，最早出現在1933年的電影《金剛》之中，之後1976年及2005年各有一部同名的重拍電影，日本和香港邵氏的電影公司也拍過相關題材的作品。目前「金剛」的角色使用權在環球影業。

## 概述
「金剛」最早由美國電影製片梅利安·庫柏創造，在1933年的原作中，這個生物的名字其實是「剛」(Kong)，是骷髏島上原住民對牠的稱呼，「金」（King，王者、國王之意）是片中人物將牠捕獲、並帶到紐約展示時加上的頭銜，然而Kong就是丹麥語的國王之意，與King相同字源。

## 登場電影
- 《金剛 (1933年電影)》
  - 《金剛之子》（Son of Kong） - 1933年電影，上列作品的續集
- 《金剛對哥吉拉》 - 1962年電影，日本東寶電影公司拍攝的作品
- 《金剛的逆襲》 - 1967年電影，另一部由東寶拍攝的電影，但與1962年的電影無關
- 《金剛 (1976年電影)》 - 根據1933年原作重拍的作品，派拉蒙影業發行
  - 《金剛續集》 （King Kong Lives） - 1986年電影，1976年電影的續集，片中還出現另一隻母金剛
- 《金剛 (2005年電影)》 - 根據1933年原作重拍的作品，環球影業發行
- 怪獸宇宙
  - 2017年《金剛：骷髏島》
  - 2021年《哥吉拉大戰金剛》
  - 2024年《哥吉拉與金剛：新帝國》
  - 2027年《哥吉拉與金剛：超新星》

### 客串
- 《樂高蝙蝠俠電影》（2017）：金剛以樂高形象登場，由塞思·格林配音。
- 《一級玩家》（2018）

## 歷代金剛

### 1933年版金剛
- 身長：15.2m
- 登場電影：《金剛 (1933年電影)》

### 1933年版金剛之子
- 身長：4m
- 登場電影：《金剛之子》

### 東寶版金剛

#### 初代東寶版金剛
- 身長：45m
- 體重：2萬500噸
- 登場電影：《金剛對哥吉拉》

#### 二代東寶版金剛
- 全長：20m
- 體重：1萬噸
- 登場電影：《金剛的逆襲》

### 1976年版金剛
- 身長：12m, 18m
- 登場電影：《金剛 (1976年電影)》《金剛續集》

### Lady金剛
- 身長：6-16m
- 登場電影：《金剛續集》

### Baby金剛
- 身長：3.1m
- 登場電影：《金剛續集》

### 2005年版金剛
- 身長：7.50m
- 體重：3.6噸
- 登場電影：2005年電影《金剛》

### 傳奇影業怪獸宇宙

#### 青少年金剛
- 身長：31m
- 體重：未知
- 登場電影：2017年《金剛：骷髏島》

#### 成年金剛
- 身長：102/105m
- 體重：未知
- 登場電影：2021年《哥吉拉大戰金剛》

#### 壯年金剛
- 身長：102/105m
- 體重：未知
- 登場電影：2024年《哥吉拉與金剛：新帝國》